# John Scott Harrison

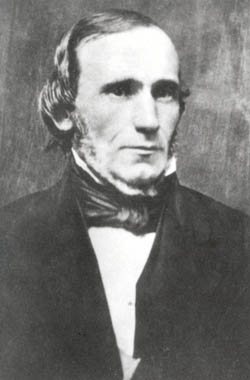
John Scott Harrison.

John Scott Harrison, född 4 oktober 1804 i Vincennes, Indianaterritoriet, död 25 maj 1878 i North Bend, Ohio, var en amerikansk politiker. Han representerade delstaten Ohios andra distrikt i USA:s representanthus 1853-1857. Han var son till USA:s 9:e president William Henry Harrison och far till USA:s 23:e president Benjamin Harrison.
Harrison studerade medicin men bestämde sig sedan för att bli jordbrukare i stället. Han gick med i whigpartiet.
Harrison blev invald i representanthuset i kongressvalet 1852. Han omvaldes 1854 som kandidat för Opposition Party, en partibeteckning som många tidigare whigs använde mellan 1854 och 1858. Harrison besegrades i kongressvalet 1856 av demokraten William S. Groesbeck.
Harrison är begraven på samma ställe som fadern. Det mastiga gravmonumentet heter William Henry Harrison Tomb State Memorial.